# Phallocentrisme
 (juin 2024).
Si vous disposez d'ouvrages ou d'articles de référence ou si vous connaissez des sites web de qualité traitant du thème abordé ici, merci de compléter l'article en donnant les références utiles à sa vérifiabilité et en les liant à la section « Notes et références ».
Le phallocentrisme, est un terme de 1927, désignant la centration de la théorie psychanalytique sur le phallus.

## Le phallus au centre de tout

### Phallus œdipien
Voir aussi Le phallus en psychanalyse.
La place du phallus dans la métapsychologie s'exprime notamment par le conflit œdipien. Dans le complexe d'Œdipe, le garçon craint la castration, qui se présente comme fantasme originaire. Il craint que son père ne le castre et cette castration est essentielle à la définition de l'interdit, ce qui amènera la possibilité d'une culpabilité névrotique. C'est cette castration qui pousse le garçon à résoudre le complexe d'Œdipe en abandonnant l'objet pulsionnel qu'est sa mère — il renonce à l'inceste.
Quant à la fille, c'est justement par ce qu'elle pense avoir été castrée qu'elle entrerait dans le complexe d’Électre, recherchant un substitut du phallus chez le père ou dans la maternité, ce que Freud nomme envie du pénis.

### Phallus symbolique et imaginaire

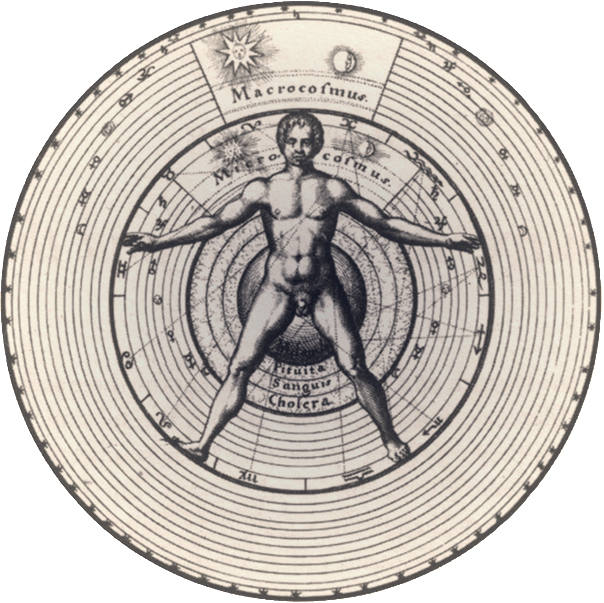
Gravure sur bois de Robert Fludd du XVIe siècle représentant « l'homme de Vitruve », avec le phallus au centre

Quant à Lacan, il montrera que le signifié du désir ne peut qu'être associé au phallus comme signifiant. À ce titre, le phallus est surtout un élément symbolique essentiel, bien qu'il y ait aussi un phallus imaginaire, le phallus de la mère.

### Phallocentrisme pulsionnel
Sigmund Freud emploie peu le terme de phallus, mais étudie cependant la question d'un phallocentrisme[évasif]. Il décrit la pulsion comme une excitation tendant à être liquidée (poussée pulsionnelle) et recherchant pour cela l'accomplissement d'un but. Ce but peut être actif, par exemple regarder une scène sexuelle, ou passif, par exemple être épié. Mais ces deux buts impliquent bien une activité de la pulsion.
La pulsion est donc toujours active, quand bien même son but serait d'être humilié. La nature même de la libido est une excitation active que Freud décrira comme libido masculine - il ne saurait y avoir que de libido masculine.

## Critiques du phallocentrisme

### Deux libidos
Melanie Klein, Ernest Jones refusent la théorie d'une seule libido, mâle. Ils y opposent une conception dualiste de la différence des sexes.
La théorie freudienne de la sexualité infantile suppose en effet le développement psychosexuel de la petite fille comme en creux, en négatif par rapport au garçon : la fille n'est caractérisée que par le manque de phallus. Freud considère la petite fille comme castrée, et présume chez elle le même ressenti, ainsi que des fantasmes visant à le lui restituer : envie du pénis, désir d'enfant.
Melanie Klein suppose au contraire de Freud une sexualité originairement féminine, puisqu'étant une sexualité essentiellement de réception, d'incorporation : ce n'est qu'au passage à l'Œdipe que le petit garçon devra changer de mode et passer à la pénétration, et donc au phallus.

### Féminisme
Le terme de phallocentrisme devint péjoratif, désignant une doctrine phallocrate, au centre d'enjeux de pouvoirs sexistes. Le phallocentrisme de la psychanalyse servirait donc la domination des femmes par les hommes. Le phallocentrisme englobe aussi les pensées selon lesquelles il n'y a pas de réels plaisirs sexuels sans l'intervention d'un pénis. Ceci prenant une forte connotation androcentriste quant aux couples de personnes démunies de pénis.

### Phallogocentrisme
Jacques Derrida forge en 1965 le mot-valise « phallogocentrisme » (phallocentrisme - logocentrisme). Le philosophe définit le primat du logos hérité de Platon ainsi que l'importance accordée à la symbolique du phallus.

## Référénces
1. ↑  Encyclopædia Universalis, « Définition de phallocentrisme - étymologie, synonymes, exemples », sur Encyclopædia Universalis (consulté le 2 juin 2024)